# أنتوني أغبو
أنتوني أغبو هو سياسي نيجيري، ولد في 15 ديسمبر 1954 في ولاية إبونيه في نيجيريا. نشط حزبياً في حزب الشعب الديمقراطي. وقد انتخب عضو مجلس الشيوخ في نيجيريا ‏.